# Influence of the Unknown
Influence of the Unknown è un cortometraggio muto del 1913 diretto da Christy Cabanne.

## Produzione
Il film fu prodotto dalla Biograph Company sotto la supervisione di David W. Griffith

## Distribuzione
Distribuito dalla General Film Company, il film - un cortometraggio in una bobina - uscì nelle sale statunitensi il 27 settembre 1913. Il 27 novembre 1916 ne uscì una riedizione.